# Eunoe mamilloba
Eunoe mamilloba är en ringmaskart som beskrevs av Voldemar Czerniavsky 1882. Eunoe mamilloba ingår i släktet Eunoe och familjen Polynoidae. Inga underarter finns listade i Catalogue of Life.